# Dirka po Italiji 2006
Dirka po Italiji 2006 (italijansko Giro d'Italia 2006) je 89. izvedba dirke po Italiji, tritedenske moške cestne kolesarske etapne dirke. Začela se je 6. maja v Seraingu in končala 28. maja v Milanu. Sodelovalo je 198 kolesarjev iz 22-ih ekip. Rožnato majico je prvič osvojil Ivan Basso (Team CSC), drugo mesto José Enrique Gutiérrez (Phonak), tretje pa Gilberto Simoni (Saunier Duval–Prodir). Vijolično majico je osvojil Paolo Bettini, zeleno majico Juan Manuel Gárate (oba Quick-Step–Innergetic), modro majico pa Paolo Savoldelli (Discovery Channel).

## Ekipe
ProTeams
- AG2R Prévoyance
- Bouygues Télécom
- Caisse d'Epargne–Illes Balears
- Cofidis
- Crédit Agricole
- Davitamon–Lotto
- Discovery Channel
- Euskaltel-Euskadi
- Française des Jeux
- Gerolsteiner
- Lampre-Fondital
- Liberty Seguros-Würth
- Liquigas
- Phonak
- Quick-Step–Innergetic
- Rabobank
- Saunier Duval–Prodir
- T-Mobile Team
- Team CSC
- Team Milram

UCI Professional Continental teams
- Ceramica Panaria–Navigare
- Selle Italia–Diquigiovanni

## Etape
| Etapa | Datum   | Štart/Cilj                           | Razdalja    | Tip         | Tip                    | Zmagovalec                |             |
| ----- | ------- | ------------------------------------ | ----------- | ----------- | ---------------------- | ------------------------- | ----------- |
| 1     | 6. maj  | Seraing (Belgija)                    | 6,2 km      |             | posamični kronometer   | Paolo Savoldelli (ITA)    |             |
| 2     | 7. maj  | Mons (Belgija) – Charleroi (Belgija) | 197 km      |             | ravninska etapa        | Robbie McEwen (AUS)       |             |
| 3     | 8. maj  | Perwez (Belgija) – Namur (Belgija)   | 202 km      |             | hribovita etapa        | Stefan Schumacher (GER)   |             |
| 4     | 9. maj  | Wanze (Belgija) – Hotton (Belgija)   | 193 km      |             | ravninska etapa        | Robbie McEwen (AUS)       |             |
|       | 10. maj | dan počitka                          | dan počitka | dan počitka | dan počitka            | dan počitka               | dan počitka |
| 5     | 11. maj | Piacenza – Cremona                   | 38 km       |             | ekipni kronometer      | Team CSC                  |             |
| 6     | 12. maj | Busseto – Forlì                      | 227 km      |             | ravninska etapa        | Robbie McEwen (AUS)       |             |
| 7     | 13. maj | Cesena – Saltara                     | 236 km      |             | hribovito-gorska etapa | Rik Verbrugghe (BEL)      |             |
| 8     | 14. maj | Civitanova Marche – Maielletta       | 171 km      |             | hribovito-gorska etapa | Ivan Basso (ITA)          |             |
| 9     | 15. maj | Francavilla al Mare – Termoli        | 121 km      |             | ravninska etapa        | Tomas Vaitkus (LTU)       |             |
| 10    | 16. maj | Termoli – Peschici                   | 187 km      |             | hribovita etapa        | Franco Pellizotti (ITA)   |             |
|       | 17. maj | dan počitka                          | dan počitka | dan počitka | dan počitka            | dan počitka               | dan počitka |
| 11    | 18. maj | Pontedera                            | 50 km       |             | posamični kronometer   | Jan Ullrich (GER)         |             |
| 12    | 19. maj | Livorno – Sestri Levante             | 171 km      |             | hribovita etapa        | Joan Horrach (ESP)        |             |
| 13    | 20. maj | Alessandria – La Thuile              | 218 km      |             | hribovito-gorska etapa | Leonardo Piepoli (ITA)    |             |
| 14    | 21. maj | Aosta – Domodossola                  | 223 km      |             | gorska etapa           | Luis Felipe Laverde (COL) |             |
| 15    | 22. maj | Mergozzo – Brescia                   | 189 km      |             | ravninska etapa        | Paolo Bettini (ITA)       |             |
| 16    | 23. maj | Rovato – Trento                      | 173 km      |             | hribovito-gorska etapa | Ivan Basso (ITA)          |             |
| 17    | 24. maj | Tramin – Plan de Corones             | 133 km      |             | gorska etapa           | Leonardo Piepoli (ITA)    |             |
| 18    | 25. maj | Sillian (Avstrija) – Humin           | 210 km      |             | hribovita etapa        | Stefan Schumacher (GER)   |             |
| 19    | 26. maj | Pordenone – Passo di San Pellegrino  | 224 km      |             | gorska etapa           | Juan Manuel Gárate (ESP)  |             |
| 20    | 27. maj | Trento – Aprica                      | 211 km      |             | gorska etapa           | Ivan Basso (ITA)          |             |
| 21    | 28. maj | Museo del Ghisallo – Milano          | 140 km      |             | ravninska etapa        | Robert Förster (GER)      |             |
|       | Skupaj  | Skupaj                               | 3526,2 km   | 3526,2 km   | 3526,2 km              | 3526,2 km                 | 3526,2 km   |

## Razvrstitev po klasifikacijah
| Etapa  | Zmagovalec          | Rožnata majica ·  | Vijolična majica · | Zelena majica ·    | Modra majica ·   | Ekipno po času    | Ekipne po točkah          |
| ------ | ------------------- | ----------------- | ------------------ | ------------------ | ---------------- | ----------------- | ------------------------- |
| 1      | Paolo Savoldelli    | Paolo Savoldelli  | Paolo Savoldelli   | Paolo Savoldelli   | Paolo Savoldelli | Discovery Channel | brez                      |
| 2      | Robbie McEwen       | Paolo Savoldelli  | Paolo Savoldelli   | Paolo Savoldelli   | Paolo Savoldelli | Discovery Channel | T-Mobile Team             |
| 3      | Stefan Schumacher   | Stefan Schumacher | Stefan Schumacher  | Moisés Aldape      | Paolo Savoldelli | Discovery Channel | Davitamon–Lotto           |
| 4      | Robbie McEwen       | Stefan Schumacher | Robbie McEwen      | Sandy Casar        | Paolo Savoldelli | Discovery Channel | Davitamon–Lotto           |
| 5      | Team CSC            | Sergij Gončar     | Robbie McEwen      | Sandy Casar        | Paolo Savoldelli | T-Mobile Team     | Davitamon–Lotto           |
| 6      | Robbie McEwen       | Olaf Pollack      | Robbie McEwen      | Sandy Casar        | Paolo Savoldelli | T-Mobile Team     | Davitamon–Lotto           |
| 7      | Rik Verbrugghe      | Sergij Gončar     | Robbie McEwen      | Staf Scheirlinckx  | Paolo Savoldelli | Discovery Channel | Davitamon–Lotto           |
| 8      | Ivan Basso          | Ivan Basso        | Robbie McEwen      | Ivan Basso         | Paolo Savoldelli | Discovery Channel | Davitamon–Lotto           |
| 9      | Tomas Vaitkus       | Ivan Basso        | Robbie McEwen      | Ivan Basso         | Paolo Savoldelli | Discovery Channel | Davitamon–Lotto           |
| 10     | Franco Pellizotti   | Ivan Basso        | Robbie McEwen      | Ivan Basso         | Paolo Savoldelli | Liquigas          | Davitamon–Lotto           |
| 11     | Jan Ullrich         | Ivan Basso        | Robbie McEwen      | Ivan Basso         | Paolo Savoldelli | Discovery Channel | T-Mobile Team             |
| 12     | Joan Horrach        | Ivan Basso        | Robbie McEwen      | Ivan Basso         | Paolo Savoldelli | Discovery Channel | T-Mobile Team             |
| 13     | Leonardo Piepoli    | Ivan Basso        | Paolo Bettini      | Ivan Basso         | Paolo Savoldelli | Discovery Channel | Discovery Channel         |
| 14     | Luis Felipe Laverde | Ivan Basso        | Paolo Bettini      | Fortunato Baliani  | Paolo Savoldelli | Phonak            | Ceramica Panaria–Navigare |
| 15     | Paolo Bettini       | Ivan Basso        | Paolo Bettini      | Fortunato Baliani  | Paolo Savoldelli | Phonak            | Ceramica Panaria–Navigare |
| 16     | Ivan Basso          | Ivan Basso        | Paolo Bettini      | Ivan Basso         | Paolo Savoldelli | Phonak            | Phonak                    |
| 17     | Leonardo Piepoli    | Ivan Basso        | Ivan Basso         | Ivan Basso         | Paolo Savoldelli | Phonak            | Phonak                    |
| 18     | Stefan Schumacher   | Ivan Basso        | Paolo Bettini      | Ivan Basso         | Paolo Savoldelli | Phonak            | Phonak                    |
| 19     | Juan Manuel Gárate  | Ivan Basso        | Paolo Bettini      | Fortunato Baliani  | Paolo Savoldelli | Phonak            | Phonak                    |
| 20     | Ivan Basso          | Ivan Basso        | Ivan Basso         | Juan Manuel Gárate | Paolo Savoldelli | Phonak            | Phonak                    |
| 21     | Robert Förster      | Ivan Basso        | Paolo Bettini      | Juan Manuel Gárate | Paolo Savoldelli | Phonak            | Phonak                    |
| Skupaj | Skupaj              | Ivan Basso        | Paolo Bettini      | Juan Manuel Gárate | Paolo Savoldelli | Phonak            | Phonak                    |

## Končna razvrstitev
| Legenda | Legenda                                  | Legenda | Legenda                                    |
| ------- | ---------------------------------------- | ------- | ------------------------------------------ |
|         | Predstavlja vodilnega v skupnem seštevku |         | Predstavlja vodilnega v kombinaciji        |
|         | Predstavlja vodilnega po točkah          |         | Predstavlja vodilnega v gorski razvrstitvi |

| Poz. | Kolesar                      | Ekipa                 | Čas         |
| ---- | ---------------------------- | --------------------- | ----------- |
| 1    | Ivan Basso (ITA)             | Team CSC              | 91h 33' 36" |
| 2    | José Enrique Gutiérrez (ESP) | Phonak                | +9' 18"     |
| 3    | Gilberto Simoni (ITA)        | Saunier Duval–Prodir  | +11' 59"    |
| 4    | Damiano Cunego (ITA)         | Lampre-Fondital       | +18' 16"    |
| 5    | Paolo Savoldelli (ITA)       | Discovery Channel     | +19' 22"    |
| 6    | Sandy Casar (FRA)            | Française des Jeux    | +23' 53"    |
| 7    | Juan Manuel Gárate (ESP)     | Quick-Step–Innergetic | +24' 26"    |
| 8    | Franco Pellizotti (ITA)      | Liquigas              | +25' 57"    |
| 9    | Víctor Hugo Peña (COL)       | Phonak                | +26' 27"    |
| 10   | Patxi Vila (ESP)             | Lampre-Fondital       | +27' 34"    |

| Poz. | Kolesar                      | Ekipa                     | Točke |
| ---- | ---------------------------- | ------------------------- | ----- |
| 1    | Paolo Bettini (ITA)          | Quick-Step–Innergetic     | 169   |
| 2    | Ivan Basso (ITA)             | Team CSC                  | 158   |
| 3    | José Enrique Gutiérrez (ESP) | Phonak                    | 132   |
| 4    | Olaf Pollack (GER)           | T-Mobile Team             | 104   |
| 5    | Paolo Savoldelli (ITA)       | Discovery Channel         | 95    |
| 6    | Stefan Schumacher (GER)      | Gerolsteiner              | 89    |
| 7    | Gilberto Simoni (ITA)        | Saunier Duval–Prodir      | 88    |
| 8    | Leonardo Piepoli (ITA)       | Saunier Duval–Prodir      | 86    |
| 9    | Maximiliano Richeze (ARG)    | Ceramica Panaria–Navigare | 68    |
| 10   | Franco Pellizotti (ITA)      | Liquigas                  | 67    |

| Poz. | Kolesar                      | Ekipa                      | Točke |
| ---- | ---------------------------- | -------------------------- | ----- |
| 1    | Juan Manuel Gárate (ESP)     | Quick-Step–Innergetic      | 64    |
| 2    | Ivan Basso (ITA)             | Team CSC                   | 56    |
| 3    | Fortunato Baliani (ITA)      | Ceramica Panaria–Navigare  | 52    |
| 4    | Leonardo Piepoli (ITA)       | Saunier Duval–Prodir       | 32    |
| 5    | José Enrique Gutiérrez (ESP) | Phonak                     | 27    |
| 6    | Sandy Casar (FRA)            | Française des Jeux         | 23    |
| 7    | Patxi Vila (ESP)             | Lampre-Fondital            | 22    |
| 8    | Gilberto Simoni (ITA)        | Saunier Duval–Prodir       | 20    |
| 9    | Marzio Bruseghin (ITA)       | Lampre-Fondital            | 16    |
| 10   | José Serpa (COL)             | Selle Italia–Diquigiovanni | 15    |

| Poz. | Kolesar                      | Ekipa                 | Čas |
| ---- | ---------------------------- | --------------------- | --- |
| 1    | Paolo Savoldelli (ITA)       | Discovery Channel     | 775 |
| 2    | José Enrique Gutiérrez (ESP) | Phonak                | 651 |
| 3    | Ivan Basso (ITA)             | Team CSC              | 595 |
| 4    | Sandy Casar (FRA)            | Française des Jeux    | 454 |
| 5    | Paolo Bettini (ITA)          | Quick-Step–Innergetic | 342 |
| 6    | Mickaël Delage (FRA)         | Française des Jeux    | 307 |
| 7    | Damiano Cunego (ITA)         | Lampre-Fondital       | 301 |
| 8    | Stefan Schumacher (GER)      | Gerolsteiner          | 294 |
| 9    | Danilo Di Luca (ITA)         | Liquigas              | 242 |
| 10   | Olaf Pollack (GER)           | T-Mobile Team         | 241 |

| Poz. | Ekipa                          | Čas          |
| ---- | ------------------------------ | ------------ |
| 1    | Phonak                         | 274h 21' 31" |
| 2    | Lampre-Fondital                | + 7' 36"     |
| 3    | Discovery Channel              | + 16' 05"    |
| 4    | Saunier Duval–Prodir           | + 29' 37"    |
| 5    | Ceramica Panaria–Navigare      | + 53' 06"    |
| 6    | Liquigas                       | + 56' 12"    |
| 7    | Crédit Agricole                | + 1h 22' 59" |
| 8    | Team CSC                       | + 1h 31' 15" |
| 9    | Liberty Seguros-Würth          | + 1h 47' 58" |
| 10   | Caisse d'Epargne–Illes Balears | + 1h 53' 19" |

| Poz. | Ekipa                     | Točke |
| ---- | ------------------------- | ----- |
| 1    | Phonak                    | 323   |
| 2    | Saunier Duval–Prodir      | 298   |
| 3    | Ceramica Panaria–Navigare | 270   |
| 4    | Gerolsteiner              | 262   |
| 5    | Lampre-Fondital           | 260   |
| 6    | Discovery Channel         | 255   |
| 7    | Quick-Step–Innergetic     | 241   |
| 8    | Liquigas                  | 237   |
| 9    | Team CSC                  | 218   |
| 10   | T-Mobile Team             | 211   |